# Савинська (Виноградовський район)
Савинська (рос. Савинская) — присілок в Виноградовському районі Архангельської області Російської Федерації.
Населення становить 11 осіб. Органом місцевого самоврядування до 2021 року було Моржегорське муніципальне утворення.

## Історія
Від 1937 року належить до Архангельської області.
Від 2004 року належить до муніципального утворення Моржегорське муніципальне утворення.

## Населення
| 2002 | 2009 | 2010 | 2012 |
| ---- | ---- | ---- | ---- |
| 22   | ↘16  | ↘7   | ↗11  |